# Primož Kozmus
Primož Kozmus (30 de septiembre de 1979 en Novo Mesto, Eslovenia) es un atleta esloveno especialista en lanzamiento de martillo, que se proclamó campeón olímpico en los Juegos de Pekín 2008 y fue subcampeón mundial en Osaka 2007. El 8 de octubre de 2009, Kozmus anunció inesperadamente su retirada temporal del atletismo.[2] El 25 de octubre de 2010, anunció su regreso. Tras unos logros moderados en la temporada 2011, Kozmus declaró que su objetivo en los Campeonatos del Mundo de Atletismo de 2011 era situarse entre los ocho primeros en la final. Ganó el bronce con 79,39 m.
En los Juegos Olímpicos de Londres 2012 conquistó la primera medalla de oro olímpica para Eslovenia en atletismo.
Su hermana Simona Kozmus también es lanzadora de martillo y tiene el récord femenino de Eslovenia con 58,60 m.

## Resultados
| Año  | Competición              | Lugar       | Puesto | Marca   |
| ---- | ------------------------ | ----------- | ------ | ------- |
| 2000 | Juegos Olímpicos         | Sídney      | 38.º   | 68,83 m |
| 2002 | Campeonato Europeo       | Múnich      | 25º    | 72,60 m |
| 2003 | Campeonato del Mundo     | París       | 5.º    | 79,68 m |
| 2003 | Final Mundial de la IAAF | Szombathely | 6.º    | 78,59 m |
| 2004 | Juegos Olímpicos         | Atenas      | 6.º    | 78,56 m |
| 2004 | Final Mundial de la IAAF | Szombathely | 4.º    | 77,21 m |
| 2006 | Campeonato Europeo       | Gotemburgo  | 7.º    | 78,18 m |
| 2006 | Final Mundial de la IAAF | Stuttgart   | 8.º    | 76,39 m |
| 2007 | Campeonato del Mundo     | Osaka       | 2.º    | 82,29 m |
| 2007 | Final Mundial de la IAAF | Stuttgart   | 6.º    | 76,78 m |
| 2008 | Juegos Olímpicos         | Pekín       | 1.º    | 82,02 m |
| 2009 | Campeonato del Mundo     | Berlín      | 1.º    | 80,84 m |
| 2009 | Final Mundial de la IAAF | Salónica    | 1.º    | 79,80 m |
| 2011 | Campeonato del Mundo     | Daegu       | 3.º    | 79,39 m |
| 2012 | Juegos Olímpicos         | Londres     | 2.º    | 79,36 m |